# Доходный дом Третьяковых
Доходный дом П. М. и С. М. Третьяковых — исторический доходный дом в Москве, расположен на углу улиц Кузнецкий Мост и Рождественки. Построен по заказу купцов-меценатов, братьев Павла Михайловича (1832—1898) и Сергея Михайловича (1834—1892) Третьяковых архитектором А. С. Каминским в 1892 году. Здание является объектом культурного наследия регионального значения.

## История
Первые сведения о застройке участка на углу Кузнецкого Моста и Рождественки относятся к середине XVIII века, когда здесь стояли две каменные палаты подьячего Г. И. Советова. Затем участок стал частью владения, принадлежавшего Волынским, Воронцовым, Бекетовым. В 1801 году владелец усадьбы П. П. Бекетов открыл здесь типографию, в которой начал издавать сочинения русских писателей И. Ф. Богдановича, Д. И. Фонвизина, Н. И. Гнедича, В. А. Жуковского, М. М. Хераскова, А. Н. Радищева и многих других. Бекетов издавал также журналы «Друг просвещения» и «Русский вестник», являлся председателем Московского общества истории и древностей российских.

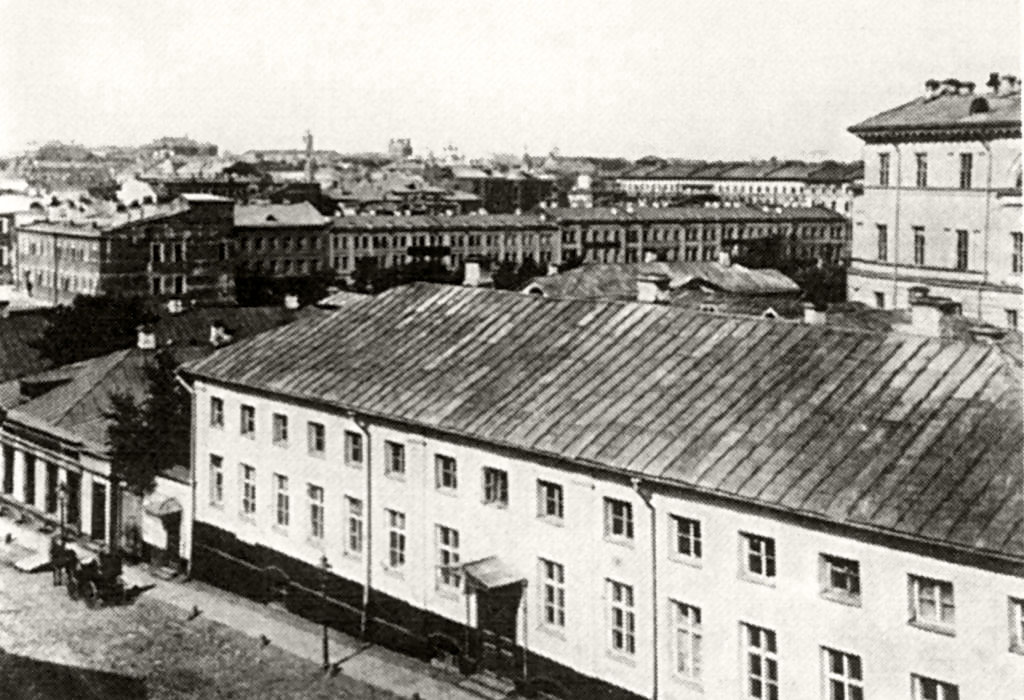
Медицинские клиники Московского университета, 1870 г.

В 1809 году владение перешло Московской медико-хирургической академии, среди многочисленных выпускников которой были анатом и хирург И. В. Буяльский, профессор акушерства и судебной медицины Г. И. Кораблёв, врач М. А. Достоевский (отец писателя), биолог К. Ф. Рулье. Помещения бывшей типографии Бекетова занял анатомический кабинет, в котором «страшно оскалив зубы, стояли человеческие скелеты». Бывший парк Воронцова был приспособлен под ботанический сад с участками для разведения лекарственных растений. Предположительно, во время нашествия французских войск здесь в одном из домов останавливался Стендаль. С 1846 года в зданиях переехавшей в Санкт-Петербург академии размещались Медицинские клиники Московского университета. В Клиниках преподавали и работали видные университетские ученые: хирург А. И. Овер, врач-клиницист Ф. И. Иноземцев, основатель московской клинической школы Г. А. Захарьин, врач-терапевт А. А. Остроумов, один из основоположников российской гинекологии В. Ф. Снегирёв. Здесь работал и некоторое время жил при клинике хирург и учёный Н. В. Склифосовский.
В 1891 году угловой с Рождественкой участок был приобретён братьями Третьяковыми. Уже в 1892 году по заказу владельцев было построено сохранившееся до нашего времени трёхэтажное здание доходного дома, увенчанное высокими шатрами. Архитектор А. С. Каминский, являвшийся мужем сестры Третьяковых и выполнивший для них несколько проектов, применил в оформлении фасада дома характерный для его творчества русский стиль. Однако структура здания, пластический ритм его фасадов, крупные оконные проёмы первого этажа позволяют отнести его к периоду заката эклектики. Первый и второй этажи здания были спроектированы Каминским под размещение торговых и конторских помещений, третий — под квартиры. Парадный вход в деловую часть расположен с угловой части здания, входы в квартиры находятся по торцевым фасадам с обеих улиц. Боковые фасады здания строго симметричны и точно повторяют друг друга. Планировка доходного дома проста и логична: по его центру через оба корпуса проходит коридор, который делит помещения на два ряда залов, идущих вдоль двух уличных фасадов. В 1897 году в между некоторыми помещениями пробили ряд дополнительных проёмов, а в 1898 и в 1908 годах провели работы по увеличению площади подвалов, которые расширили в сторону двора.
Правая часть здания по Рождественке сдавалось Третьяковыми банку «Лионский кредит». В подвале доходного дома находились надёжные стальные сейфы банка, аналогов которым в Москве в то время не существовало. По предложению А. Каминского хранилище было сделано герметичным, и каждый вечер по окончании банковских операций оно с помощью специальных устройств затапливалось из протекающей неподалёку в трубе реки Неглинной. В левой части дома со стороны Кузнецкого Моста располагался популярный художественный магазин фирмы И. Дациаро, в котором продавались картины, эстампы, гравюры, бумага и принадлежности для художников. Здесь также работали магазины: швейных машин, фонографов товарищества «Блок Ж», «Энфильд», при котором долгое время находился первый в стране клуб лыжников. На третьем этаже размещались три большие квартиры на 6, 7 и 8 комнат, одну из которых снимал владелец магазина Дациаро.
В 1930 году в здании размещались редакции журналов «Октябрь», главным редактором в котором работал А. С. Серафимович и «Рост» (редактор В. М. Киршон). В советское время здесь также размещались: Народный комиссариат юстиции, Московская губернская прокуратура, Прокуратора РСФСР, затем Прокуратура Российской Федерации. В 1980-х годах в помещениях бывшего магазина Дациаро работал парикмахерский салон. В 2004 году было принято решение о реконструкции здания под торгово-офисный центр. В марте 2008 года при проведении строительных работ в здании произошёл крупный пожар, который нанёс ему значительный ущерб: пострадали стены, частично обрушились перекрытия и крыша. В 2011 году закончена реставрация доходного дома, осуществлённая под руководством архитектора А. Д. Студеникина. В ходе реставрации усилены фундаменты, укреплены стены, заменено чердачное перекрытие здания. В интерьерах восстановлены мозаичные полы, дубовые двери, парадная лестница с перилами из натурального мрамора, лепнина потолков, циферблат расположенных над входным вестибюлем часов, а также галерея в бывшем магазине Дациаро.
Владельцем здания является Банк Москвы. Доходный дом Третьяковых является объектом культурного наследия регионального значения и принадлежит к числу наиболее ярких и характерных образцов архитектуры России второй половины XIX века, как с точки зрения художественного стиля, так и функциональных особенностей — структуры и планировки здания.